# Маяк (Павловский район)
Маяк — упразднённый поселок в Павловском районе Алтайского края. На момент упразднения входил в состав Павловского поссовета. Исключен из учётных данных в 1982 году.

## География
Располагался на правом берегу реки Фунтовка (приток Касмалы), в 4,5 км северо-западу от села Жуковка.

## История
Основан в 1923 году как сельскохозяйственная коммуна Свободная. В 1928 году посёлок Свободная Жизнь состоял из 8 хозяйств. В административном отношении входил в состав Жуковского сельсовета Павловского района Барнаульского округа Сибирского края. На картах 1930-х годов на месте посёлке обозначена коммуна имени Сталина.
Решением Алтайского краевого исполнительного комитета от 30.12.1982 года № 471 поселок исключен из учётных данных.

## Население
В 1926 г. в посёлке проживало 45 человек (22 мужчины и 23 женщины), основное население — русские.